# Frederick Pitcher
Frederick Pitcher, también conocido como Freddie Pitcher (5 de febrero de 1967) es un político nauruano que ocupó el cargo de presidente de Nauru durante solo seis días, del 10 de noviembre al 15 de noviembre de 2011, siendo el segundo mandato más corto de la historia del país, solo por detrás del mandato de un día de René Harris.

## Trayectoria
Comenzó su carrera política en 2004 como miembro independiente del Parlamento dentro del grupo de apoyo del presidente Ludwig Scotty. En 2007 fue nombrado ministro de Finanzas, destacando por sus medidas de austeridad y por el enfrentamiento con la oposición en 2008, al impedirle el presidente del Parlamento actuar como diputado por ser miembro del Gobierno. Posteriormente ocupó el puesto de ministro de Comercio, Industria y Medio Ambiente.

### Presidencia
El 11 de noviembre de 2011 el presidente Marcus Stephen dimitió por acusaciones de corrupción. Pitcher ocupó el cargo como miembro del Gobierno y defendió la labor de Stephen, denunciando las acusaciones como una maniobra de la oposición y manteniendo además a Stephen con un cargo en su gabinete. Ante la falta de respuesta ante la corrupción y la permanencia de Stephen en el ejecutivo, la oposición parlamentaria anunció una rápida moción de censura que fue presentada y aprobada el 15 de noviembre. La moción prosperó con nueve votos a favor y ocho en contra, gracias al apoyo de Sprent Dabwido, antiguo miembro del gobierno de Stephen y que con el apoyo de la oposición pasó a ocupar la presidencia.